# Evezés

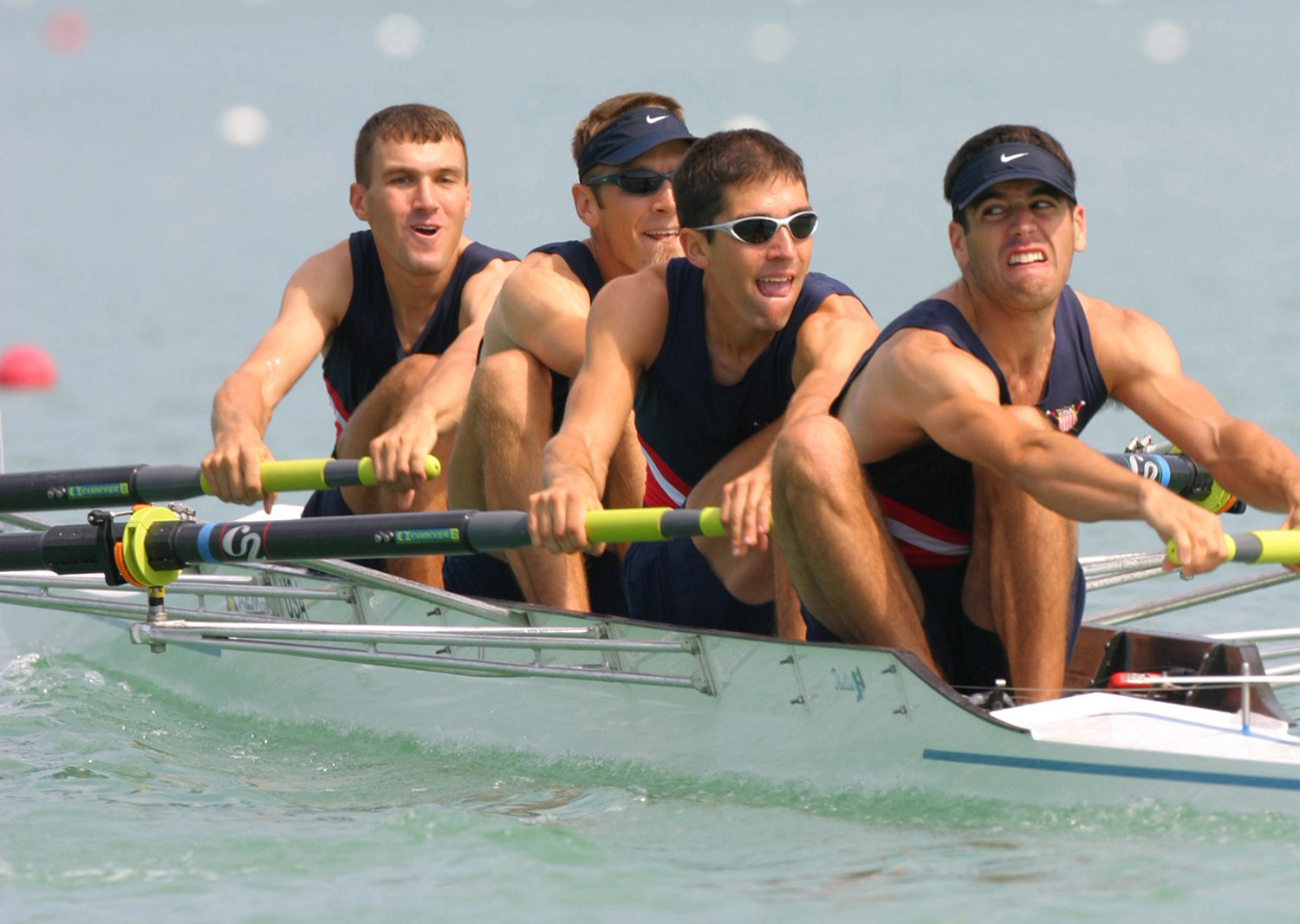
Evezős négyes (LM4-)

Az evezés egyike a legrégebbi emberi közlekedési módoknak, amely napjainkban is sokféle formában van jelen. Az evezés egy hajó kézi meghajtását jelenti lapátok segítségével. Célja lehet közlekedés, kikapcsolódás vagy sport. Az egyszerű csónakázástól a komoly versenyeken való részvételig számos változata létezik, és mindegyik fejleszti az állóképességet, az erőnlétet, valamint az együttműködési készséget

## Sportág
Az evezés minden izomcsoportot megmozgat, akár az úszás, a síelés, a futás vagy a lovaglás. 
Megfelelő edzésmunka mellett segíti a váz és az izmok egészséges fejlődését, ezért már 10 éves kortól el lehet kezdeni. 
Az evezés Magyarországon főleg versenysport, de egyre népszerűbb a túraevezés is. Jelenleg népszerűségben, hazánkban a kajak és a kenu mögött háttérbe szorul.
Az evezés állóképességi sport. A versenytáv 2000 m, de rendeznek rövidtávú (1000 m, 1500 m) versenyeket is, elsősorban fiatal, 15 éves kor alatti versenyzők részére. A versenyeken a nevezett résztvevők számától függően előfutamokat, középfutamokat és döntőket rendeznek. Az evezőssport irányítását, hazai és nemzetközi versenyeken való részvétel szervezését a Magyar Evezős Szövetség végzi.
A versenyeket állóvízi (tó, folyó holtága, mesterségesen épített pálya),  általában kibójázott pályán rendezik, de ritkán folyóvízen is rendezhetnek versenyeket. Evezésre alkalmas pálya Magyarországon például a szegedi, Maty-éri evezős és kajak-kenu pálya, de a Velencei tavon is van egy  versenypálya. Azomban a versenyek többségét a Kis-Dunán tartják Csepelnél.
Versenyeket a mai szabályozás szerint a férfiaknál és a nőknél nyolc-nyolc számban rendeznek: négy párevezős és öt váltottevezős hajóegység van, ehhez jönnek még a könnyűsúlyú egységek ( a könnyű súlyú egységek a 2028-as Los Angeles-i olipiátol kezdve már nem szerepelnek olimpián) . Párevezős hajók esetén a versenyzők két lapáttal, míg váltottevezős hajók esetén egy lapáttal eveznek, miközben a menetiránnyal háttal ülnek a hajóban (a kormányos – ha van – kivételével).
Párevezős  egységek:
- egypárevezős (szkiff, M1x, W1x),
- kétpárevezős (dubló, M2x, W2x),
- kormányos nélküli négypárevezős (M4x, W4x),
- kormányos négypárevezős (M4x+, W4x+).

Váltottevezős egységek:
- kormányos nélküli kettes (peror, M2-, W2-),
- kormányos kettes (M2+, W2+),
- kormányos nélküli négyes (M4-, W4-),
- kormányos négyes (M4+, W4+),
- nyolcas (kormányossal,  (M8+, W8+).

A zárójelben szereplő rövidítések az adott egységre utalnak: az x betű a párevezős hajóra, az M (man) és a W (woman) a férfi, illetve női versenyszámra, a + és a - jel pedig a kormányosra utal, a számok pedig az evező versenyzők számát mutatják. A könnyűsúlyú egységeket a jelcsoportok elé helyezett L betű jelölik. A könnyűsúlyú egységekben a versenyzők átlagtömege legfeljebb 70 kg lehet, számukra először az 1985. évi világbajnokságon (Mechelen) rendeztek versenyt.

## Történelem

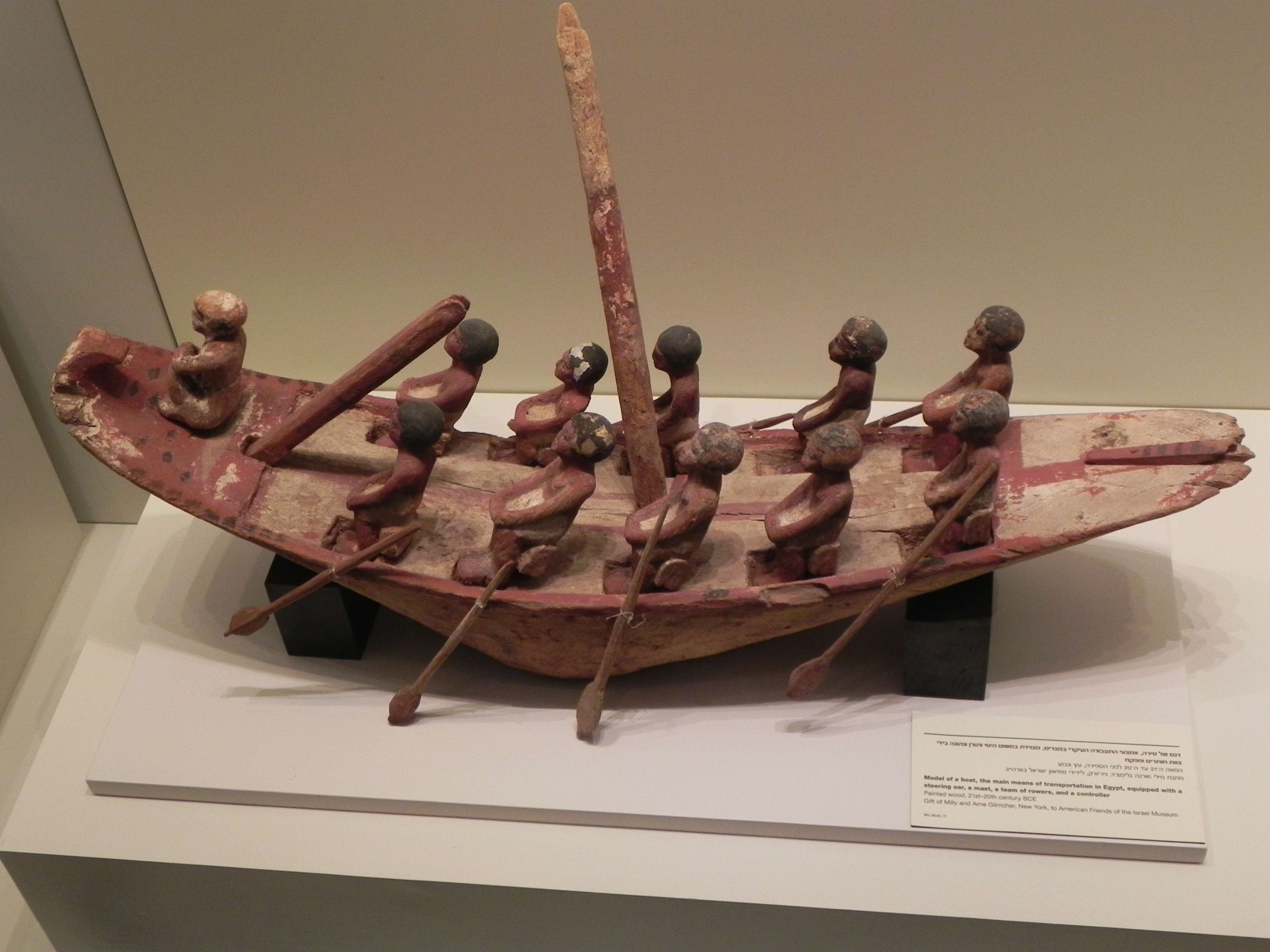

Evezősversenyeket már az ókori Görögországban is rendeztek (például Athénban, Hermionéban), a középkorból pedig ismertek a velencei regatták. A modern evezőssport kialakulását az 1700-as évek elejére teszik, mikoris londoni kocsmák között rendeztek evezősversenyeket a Temzén. A ma is legendás, szintén a Temzén rendezett Oxford–Cambridge evezősversenyek 1829-ben kezdődtek. A verseny ötlete állítólag két jóbaráttól származik, akik a konkurens egyetemekre jártak. Az első versenyen (1829. június 10.) a megtett táv 6,8 km volt, és a versenyt az oxfordi hajó legénysége nyerte. Az evezés népszerű versenysport, az első Európa-bajnokságot 1893-ban rendezték meg az olaszországi Ortában. Az újkori olimpiák történetében az evezősök már jelen voltak az első, 1896-os athéni olimpián is, de a versenyt a viharos időjárás miatt nem tudták megrendezni. Az olimpiai bemutatkozásra ezért csak az 1900-as párizsi olimpián kerülhetett sor. Sajátos, hogy az első világbajnokságot csak 1962-ben rendezték meg a svájci Luzernben.
Magyarországon az evezést, mint versenysportot 1901-ben említi először írásos emlék, így már több, mint száz éve honos a sportág. A magyar evezés sokat köszönhet Széchenyi Istvánnak, aki külföldi útjai során találkozott a sportággal. Itthon azzal kezdte az evezés népszerűsítését, hogy 1826-ban Bécsből Pozsonyba evezett. Az első hazai evezősversenyt 1842-ben rendezték, és az első evezősklubok az 1860-as években alakultak meg, az első magyar evezősbajnok Lindtner Sándor volt 1893-ban.
A magyar evezőssport első kiemelkedő versenyzője Pap Jenőné (Méray Kornélia) volt, aki 1958-cal kezdődően négy Európa-bajnokságot nyert egypárevezősben, és előtte is többször volt dobogós. Az 1975-ös világbajnokságon ezüstérmes, az 1977-es és az 1978-as vb-n bronzérmes volt, az 1976-os olimpián pedig hatodik helyezést ért el. Nem Papp Jenőné volt azonban egyedüli eredményes versenyzőnk, hiszen Ambrus Mariann 1975 és 1978 között egy vb-ezüstöt és két bronzot nyert, szintén egypárevezős számban. A magyar evezőssportnak összesen 16 Eb-aranyérme van (1930–1965). Az 1908-as londoni olimpián Levitzky Károly egypárevezős számban, holtversenyben lett bronzérmes. Az 1948-as londoni olimpián a magyar kormányos kettes egység (Szendey Antal, Zsitnik Béla, Zimonyi Róbert) bronzérmet nyert. Az  1968. évi nyári olimpiai játékokon, Mexikóban, a férfi kormányos nélküli négyesünk ezüstérmet harcolt ki Melis Antal, Csermely József, Sarlós György és Melis Zoltán összeállításban. Első világbajnoki aranyainkat Pető Tibor és Haller Ákos nyerte a 2001. évi luzerni és a 2002.  évi sevillai vb-n, majd a 2005-ös, Japánban, Gifuban megrendezett vb-n a Varga Tamás és Hirling Zsolt összeállítású könnyűsúlyú egységünk lett világbajnok.

## A hajó felépítése
A hajók régebben fából készültek, de a versenyhajók anyaga ma már szinte kizárólag műanyag vagy szénszál. A cél az, hogy a hajó minél könnyebb legyen, ugyanakkor megfelelően erősnek is kell lennie, hogy a versenyzők által kifejtett erőhatásoknak ellen tudjon állni. A hajók oldalán karbonszálas vagy könnyűfém villák, ezekben műanyag „tulipánok” (forgóvilla) helyezkednek el. Ezekben a tulipánokban mozognak a lapátok. A versenyzők alumínium vezetősíneken mozgó „kocsikon” ülve gurulnak a hajóban hosszanti irányban. A versenyző lába lábtartón támaszkodik meg, amely egybe van építve a cipőkkel. A hajó részei még a zárt légszekrények és a kormányszerkezet. A kormányszerkezetet kormányos egységekben a kormányos kezeli, kormányos nélküli egységekben az egyik versenyző működteti a speciálisan kialakított lábtartója segítségével. Az egy- és kétpárevezősnek nincs külön kormánylapátja.
A párevezős hajók hosszúsága:
- egypárevezős: 8,2 m,
- kétpárevezős: 10,4 m,
- négypárevezős: 13,4 m.

A váltottevezős hajók hosszúsága:
- kormányos nélküli kettes: 10,4 m,
- kormányos kettes: 10,7 m,
- kormányos nélküli négyes: 13,4 m,
- kormányos négyes: 13,7 m,
- nyolcas: 18,9 m.

A lapát részei a nyél, a cső, a mandzsetta, a bilincs és a toll, anyaguk szénszálas műanyag. A toll mérete általában 60×21 cm, a párevezős lapát hosszúsága kb. 3 m, a váltottevezős lapáté kb. 3,8 m.
|  |  |  |